# Lonchodes reductus
Lonchodes reductus är en insektsart som beskrevs av Brunner von Wattenwyl 1907. Lonchodes reductus ingår i släktet Lonchodes och familjen Phasmatidae. Inga underarter finns listade i Catalogue of Life.